# Фабијан
Фабијан (мађ. Fábián), је мушко име које се користи у мађарском језику. Порекло води од имена Фабијанус (лат. Fabianus). Значење имена је: онај који припада Фабијусима. Првобитно су ово име добијали ослобођени робови који су радили на имању породице Фабијус, која је своје име, опет, добила од речи фаба (лат. faba), што је била врста пасуља која је та породица увозила и узгајала. 
Женски парњак имена је Фабијана.

## Имендан
- 20. јануар.

## Варијације
-, имендани: 11. мај., 17. мај., 31. јул.
-, имендани: 20. јануар., 17. мај.

## Познате личности
- Папа Фабијан (236. - 250.),
- Фабио (енгл. Fabio), амерички тв. забављач,
- Фабијан Шоваговић (хрв. Fabijan Šovagović), хрватски глумац,
- Фабио Канаваро (итал. Fabio Cannavaro), италијански фудбалер,
- Фабио Капело (итал. Fabio Capello), италијански тренер.